# Яблоневые сады на Кутузовском проспекте
Яблоневый сад на Кутузовском проспекте (также используется название Можайский плодовый сад) — плодовый сад в Москве, насчитывающий не менее 1000 деревьев в районах Дорогомилово (восточная часть 55°44′03″ с. ш. 37°30′03″ в. д.) и Фили-Давыдково (западная часть 55°43′47″ с. ш. 37°28′28″ в. д.).

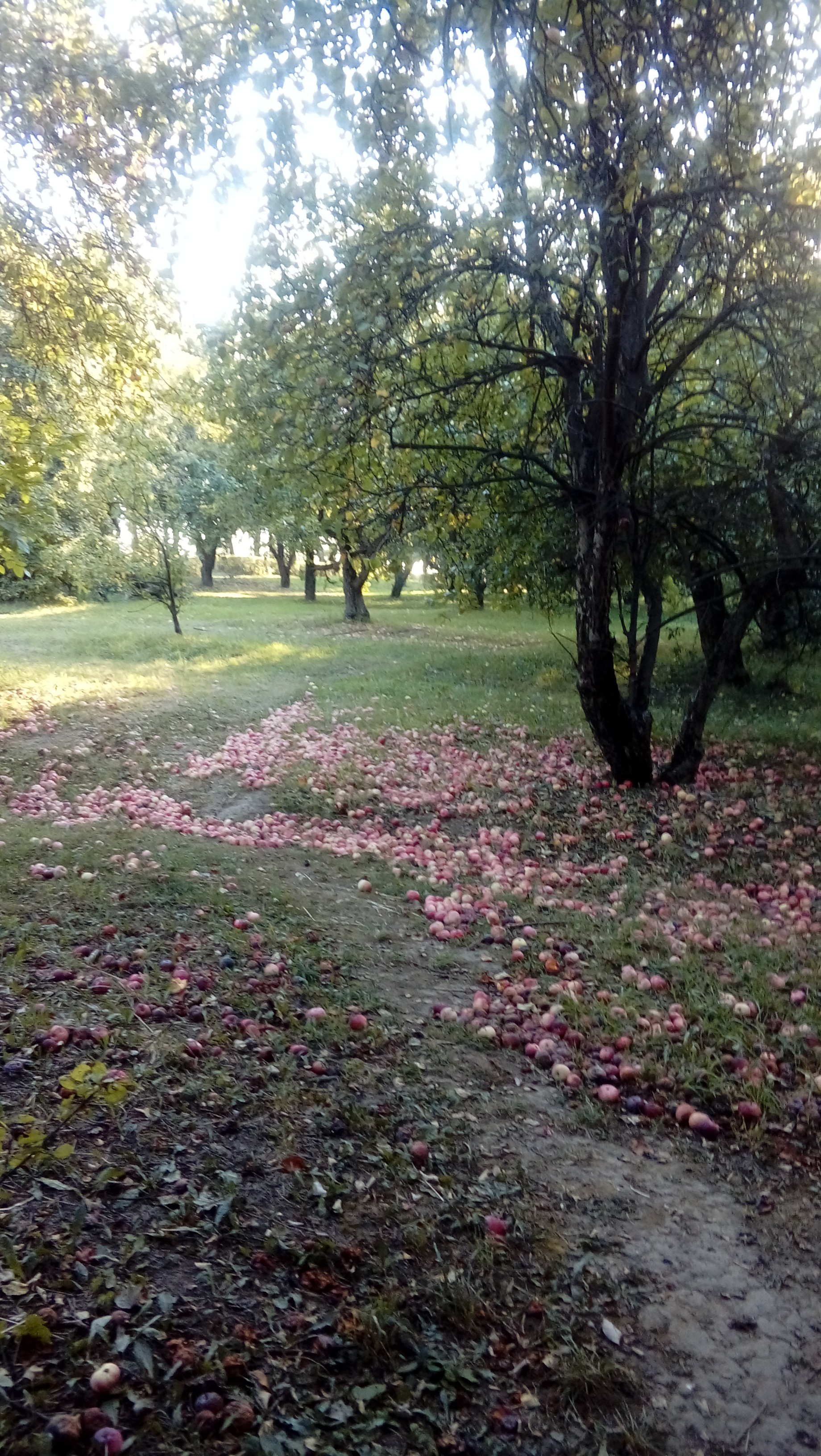
Яблоневые сады на Кутузовском проспекте, напротив Парка Победы в Москве. Сентябрь 2018 года.

## Территория
Сад разрезан на две части, западную и восточную, пересекающей его Минской улицей с развязкой вокруг ТЦ «Времена года».
Территория вытянута от станции метро «Парк Победы» до Старорублёвского шоссе возле станции метро «Славянский бульвар»; ограничена ж/д-путями белорусского направления с севера и Кутузовским проспектом с юга.

## История
Яблоневый сад был высажен в 1950-х годах местными жителями по всесоюзной инициативе «Украсим Родину садами». В посадках принимали участие школьники городов Кунцево и Москвы. В то время примыкающая к саду часть современного Кутузовского проспекта являлась восточной частью Можайского шоссе.
В 2000-х годах часть зелёных насаждений была утрачена при возведении наземных павильонов станции метро «Славянский бульвар».
В 2012 году в мэрии рассматривался проект, предполагавший вырубку сада в связи со строительством Северного дублёра Кутузовского проспекта. В декабре 2020 года началась вырубка сада в районе Парка Победы, однако жители района Фили-Давыдково Яблоневый сад отстояли и Проспект Багратиона в итоге возвели прямиком у путей Смоленского направления МЖД. Яблоневый сад в итоге не пострадал.

## Транспортная доступность
В пешей доступности от сада располагаются станции метро  Славянский бульвар,  Парк Победы